# Beech Bottom (Virginia Occidental)
Beech Bottom es una villa ubicada en el condado de Brooke en el estado estadounidense de Virginia Occidental. En el Censo de 2010 tenía una población de 523 habitantes y una densidad poblacional de 108,27 personas por km².

## Geografía
Beech Bottom se encuentra ubicada en las coordenadas 40°13′24″N 80°39′28″O / 40.22333, -80.65778. Según la Oficina del Censo de los Estados Unidos, Beech Bottom tiene una superficie total de 4.83 km², de la cual 3.01 km² corresponden a tierra firme y (37.69%) 1.82 km² es agua.

## Demografía
Según el censo de 2010, había 523 personas residiendo en Beech Bottom. La densidad de población era de 108,27 hab./km². De los 523 habitantes, Beech Bottom estaba compuesto por el 98.47% blancos, el 0.38% eran afroamericanos, el 0% eran amerindios, el 0.76% eran asiáticos, el 0% eran isleños del Pacífico, el 0% eran de otras razas y el 0.38% pertenecían a dos o más razas. Del total de la población el 0.76% eran hispanos o latinos de cualquier raza.